# Lars H.U.G.
Lars H.U.G. (født Lars Haagensen den 11. september 1953 i Sorgenfri) er en dansk sanger, musiker og billedkunstner, der har haft en betydelig indflydelse på den danske musikscene siden slutningen af 1970'erne. Hans musikalske karriere begyndte som frontfigur i det banebrydende band Kliché, men han er også kendt for sin succesrige solokarriere og sit arbejde som billedkunstner.

## Tidlige år og Friends and Lovers
Lars H.U.G.s musikalske rejse begyndte i bandet Friends and Lovers, som han var en del af i midten af 1970'erne. I 1975 indspillede Friends and Lovers en engelsksproget EP i Werner Studiet, men denne EP blev aldrig udgivet. En af sangene fra denne EP, "Castles in Spain," blev senere genopdaget og teaset under Lars' foredrag på Vartov i 2020. Sangen, der havde en funky lyd, var en engelsk version af Kliché's "Bodyguard" med samme melodi, men med en anden tekst.
To af Friends and Lovers' sange, "Castles in Spain" og "Nagasaki", er inkluderet i MEGA SongBook, hvilket giver et indblik i Lars H.U.G.s tidlige musikalske arbejde.
Bandet Friends and Lovers gik i opløsning, da Lars H.U.G. besluttede sig for at flytte fra København til Aarhus for at begynde på Århus Kunstakademi. Det var i Aarhus, han mødte Johnny Voss, og sammen dannede de bandet Kliché.

## Kliché
Efter Friends and Lovers fortsatte Lars H.U.G. sin musikalske karriere som forsanger i Kliché, som hurtigt blev signet til Medley Records. et band kendt for deres eksperimenterende og provokerende stil. Bandet blev oprindeligt dannet af Lars H.U.G., Johnny Voss, Jens Valo og Anders Brill. Efter udgivelsen af deres debutalbum Supertanker i 1980, der er blevet en milepæl i dansk rockhistorie, forlod Jens Valo bandet. Kliché blev herefter udvidet med Nils Torp, Steffen Brandt og Hilmer Hassig, som senere opnåede stor succes i deres egne musikalske karrierer.
Kliché's musik kombinerede elementer af rock, new wave og elektronisk musik med samfundskritiske tekster. Supertanker blev fulgt op af albummet Okay Okay Boys i 1982, hvorefter bandet opløstes, og medlemmerne gik videre til andre projekter.

## Solokarriere og Navneændring
Efter Klichés opløsning begyndte Lars H.U.G. sin solokarriere under navnet Lars Hug, en forkortelse af hans efternavn. Da pibemageren Poul Erwin Hug forsøgte at gøre navnet ulovligt for Lars at bruge, valgte Lars at ændre sit kunstnernavn til Lars H.U.G., hvor H.U.G. står for Hugh Uno Grammy. Han ændrede også sit borgerlige navn juridisk fra Lars Haagensen til Lars Hugh Uno Grammy. I en kort periode eksperimenterede han med andre kunstnernavne som Lars WHO og Lars Hu?, før han endeligt slog sig ned på Lars H.U.G.

## City Slang
Lars H.U.G. udgav sit første soloalbum, City Slang, i 1984. Albummet blev skabt med tekster af digteren Søren Ulrik Thomsen og er kendt for sin unikke musikalske tilgang, hvor akkorder blev valgt ved hjælp af terninger og lodtrækning. Albummet blev en vigtig milepæl i H.U.G.s karriere og viste hans evne til at forene poesi og musik på en nyskabende måde.

## Kysser Himlen Farvel
I 1987 udgav Lars H.U.G. albummet Kysser Himlen Farvel, der blev en af hans mest anerkendte udgivelser. Albummet indeholder nogle af hans mest populære sange, som "Kysser Himlen Farvel" og "Elsker Dig For Evigt", og det cementerede hans status som en af Danmarks mest indflydelsesrige musikere.

## Kopy
I 1989 udgav Lars H.U.G. sit tredje studiealbum, Kopy. Albummet består af fortolkninger af klassiske danske sange og blev et kommercielt hit med over 81.000 solgte eksemplarer. Kopy modtog stor anerkendelse ved Ifpi90, også kendt som Dansk Grammy 1990. Lars H.U.G. vandt priserne for Årets Sanger og Pressens Pris for albummet. Han valgte at auktionere priserne bort til fordel for AIDS-fondet.

## Blidt Over Dig
I 1992 udgav Lars H.U.G. sit fjerde studiealbum, Blidt over dig. Albummet blev udgivet den 25. maj 1992 på Medley Records og markerede endnu en succes i hans karriere. Albummets største hits inkluderer "? er lykken så lunefuld", en fortolkning af Karen Jønssons sang fra 1937, og "Natsværmer", som også kaldes "Lille Natsværmer". Albummet toppede den danske albumhitliste og solgte over 42.000 eksemplarer inden 1998.
Ved Dansk Grammy 1993 modtog Blidt Over Dig fire priser:
- Årets Danske Album
- Årets Danske Sanger
- Årets Danske Pop Udgivelse
- Årets Danske Cover (sammen med Søren Kjær)

Derudover vandt Lars H.U.G. også to GAFFA-priser i 1992 i forbindelse med Blidt Over Dig:
- Årets Solist
- Årets Koncert

## Kiss & Hug From a Happy Boy
I 1996 markerede Lars H.U.G. en betydelig stilændring med udgivelsen af albummet Kiss & Hug From a Happy Boy. Albummet bevægede sig væk fra den pop- og rockstil, der havde præget hans tidligere udgivelser, og ind i et univers præget af jazz, soul og eksperimentel pop. Det var oprindeligt tænkt som et elektronisk inspireret projekt i samarbejde med producerne Cutfather og Soulshock, men skiftede retning, da H.U.G. begyndte at arbejde med bandet Once Around The Park. Albummet blev anerkendt for sin musikalske dybde og sofistikerede lyd, og sangen "Backwards," som inkluderer gæstevokal fra den svenske sangerinde Lisa Ekdahl, blev en evergreen i Danmark og Skandinavien.
Albummet modtog stor anerkendelse ved flere prisuddelinger. Ved Dansk Grammy 1997 vandt Kiss & Hug From a Happy Boy følgende priser:
- Årets Danske Album
- Årets Danske Popudgivelse
- Årets Danske Sanger til Lars H.U.G.

Efter at have modtaget disse priser, gav Lars H.U.G. dem til Casper Christensen og hans DR-program Tæskeholdet, så de kunne bortauktionere dem til fordel for velgørenhed.
Desuden vandt Lars H.U.G. og albummet flere priser ved GAFFA Prisen 1996:
- Årets Danske Solo Artist
- Årets Danske Hit for "Waterfall"
- Årets Danske Album

## Save Me From This Rock'n'Roll
Den 2. maj 2003 udgav Lars H.U.G. albummet Save Me From This Rock'n'Roll, der markerede hans første udgivelse siden Kiss & Hug From A Happy Boy (1996). Albummet repræsenterede en markant stilændring for H.U.G., idet det bevægede sig mod genren Americana, som inkluderer elementer af rock, folk, country, soul og blues. Det blev godt modtaget af både kritikere og fans og cementerede H.U.G.s position som en af Danmarks mest innovative og alsidige kunstnere.

## 10 Sekunders Stilhed
I 2014 udgav Lars H.U.G. sit syvende studiealbum, 10 sekunders stilhed. Albummet, der var hans første dansksprogede udgivelse siden 1992, blev betragtet som den afsluttende del af en trilogi sammen med Kysser Himlen Farvel og Blidt over dig. Albummet debuterede på førstepladsen på den danske hitliste og blev hurtigt certificeret med guld for 10.000 solgte eksemplarer.

## L.A.R.S.T. H.U.G. VEGA Koncert
I 2021 udkom L.A.R.S.T. H.U.G. VEGA Koncert, et livealbum, der dokumenterer hans sidste liveoptræden den 1. september 2016 i VEGA, København. Albummet blev udgivet som en tripple-vinyludgivelse og markerede afslutningen på hans livekarriere. Samtidig blev en digital-only EP, L.A.R.S.T. H.U.G. Vega EP (Live), udgivet som en del af en julekalender på hans officielle Facebook-side i december 2021 for at skabe opmærksomhed omkring udgivelsen.
Ud over albummet blev L.A.R.S.T. H.U.G. VEGA Koncert også til en anmelderrost biograffilm med titlen L.A.R.S.T. H.U.G. VEGA Koncert G.R.E.A.T.E.S.T. L.I.V.E., som gav publikum en unik mulighed for at opleve hans sidste koncert i biografen. Filmen er i dag tilgængelig på TV 2 Play under titlen Den Sidste Koncert med Lars H.U.G.

## Kommende Musik
Der er ingen officielle udmeldinger om, hvorvidt der er ny musik på vej fra Lars H.U.G. Dog har han givet fans en smagsprøve på nye kompositioner. Ved filmpremieren på L.A.R.S.T. H.U.G. VEGA Koncert G.R.E.A.T.E.S.T. L.I.V.E. i Imperial spillede han den nye sang "The World Without Us" live. Denne sangs tekst er også inkluderet i MEGA SongBook.
Derudover offentliggjorde Lars H.U.G. endnu en ny sang, "Find a Good Reason", som en gave til sine Facebook- og YouTube-følgere juleaften 2023. I sin Facebook-julekalender i 2022 spillede han også en anden nysang med titlen "Let It Go (Just Be Here)". Disse udgivelser har skabt spænding blandt hans fans, som håber på, at mere musik er på vej.

## Roskilde Festival
Lars H.U.G. er med 12 koncerter den frontfigur, der har spillet flest gange på Roskilde Festival. Det er en delt førsteplads sammen med Peter A.G. og Sune Wagner, som også har spillet 12 gange hver med henholdsvis Gnags for Peter A.G., og Raveonettes og Psyched Up Janis for Sune Wagner. Lars H.U.G. har gennem årene haft en stærk tilstedeværelse på festivalen, hvor han har optrådt både som soloartist og som frontfigur for Kliché. Hans koncerter på Roskilde Festival spænder over flere årtier, hvilket vidner om hans vedvarende popularitet og betydning på den danske musikscene.

## HUGshop.dk
I 2021 startede Lars H.U.G. sin egen webshop kaldet HUGshop. Webshoppen sælger en bred vifte af produkter, herunder musik, plakater, særtryk og tøj med H.U.G.'s egne designs. Produkterne på HUGshop.dk omfatter både artwork fra hans albumudgivelser og originale designs skabt af H.U.G. selv.

## Livsvarig Kunstnerydelse fra Statens Kunstfond
I 2003 blev Lars H.U.G. tildelt en livsvarig indtægtsreguleret ydelse fra Statens Kunstfond, også kendt som Statens Kunstfonds Hædersydelse. Denne ydelse tildeles kunstnere, der har "placeret sig afgørende som kunstner", baseret på kvaliteten af deres kunstneriske produktion. Det er en af de højeste hædersbevisninger, en kunstner kan modtage i Danmark, og den har mere med ære end penge at gøre, da ydelsen er indtægtsreguleret.
Støtten er designet til at sikre, at kunstnere med en lav indtægt modtager en højere ydelse, mens dem med højere indtægter modtager et mindre beløb. For kunstnere, der tjener mindre end 199.000 kroner om året, ydes der en maksimal støtte på 154.200 kroner. For dem, der tjener over 382.200 kroner om året, reduceres støtten til minimumsydelsen på 16.800 kroner. Denne hædersydelse er et tegn på anerkendelse af Lars H.U.G.s store bidrag til dansk kultur og musik, og den blev tildelt ham af Statens Kunstfonds repræsentantskab efter indstilling fra fondens legatudvalg.

## Billedkunst og Senere År
Udover sin musikalske karriere har Lars H.U.G. også gjort sig bemærket som billedkunstner. Han har udstillet sine værker på flere gallerier i Danmark og er kendt for at kombinere musik og visuel kunst på en unik måde. Hans kunstneriske indflydelse strækker sig over flere discipliner, og han fortsætter med at være en central figur i dansk kultur.

## Diskografi
For udgivelser med Kliché, se Kliché (band).

### Studiealbum
- City Slang (med Søren Ulrik Thomsen) (Medley, 1984)
- Kysser himlen farvel (Medley, 1987)
- Kopy (Medley, 1989)
- Blidt over dig (Medley, 1992)
- Kiss & Hug From a Happy Boy (featuring Once Around the Park) (Medley, 1996)
- Save Me from This Rock 'n' Roll (Medley, 2003)
- 10 sekunders stilhed (Genlyd, 2014)

### EP'er
- Replugged Live (Genlyd, 2015)
- L.A.R.S.T H.U.G. Vega EP (Live) (GUH, 2021)

### Livealbum
- L.A.R.S.T H.U.G. Vega Koncert (Vega, 2021)

### Opsamlingsalbum
- G.R.E.A.T.E.S.T. (Medley, 1993)
- Greatest H.U.G. (EMI, 2004)
- De første fra Lars H.U.G. (EMI, 2012)

## Filmografi
- - Et skud fra hjertet (1986) (Musik)
  - Mord i Paradis (1988) (Skuespiller)
  - Den døde nabokone (1988) (Musik)
  - Århus by Night (1989) (Skuespiller)
  - Next Stop Sovjet (1991) (Musik, Medvirkende)
  - Som et strejf (1993) (Medvirkende)
  - Viktor og Viktoria (1993) (Musik)
  - Klatten med de seje træer (1994) (Musik)
  - To mand i en sofa (1994) (Musik)
  - Solen er så rød (1999) (Musik)
  - Aarhus (2005) (Musik)
  - City Slang Redux (2011) (Medvirkende, Komponist, Video producer)
  - Sorgenfri (2015) (Soundtrack)
  - Hugland (2016) (Medvirkende, Komponist)
  - Lars H.U.G.: 365 days in a bag (2018) (Manuskriptforfatter, Komponist)
  - L.A.R.S.T. H.U.G. VEGA Koncert - G.R.E.A.T.E.S.T. L.I.V.E. (2022) (Instruktør, Manuskriptforfatter, Producer, Klipper, Art Director, Lydmixer, Medvirkende)